# 马来西亚联邦农业销售局
马来西亚联邦农业销售局（英語：Federal Agricultural Marketing Authority，缩写为FAMA）是一个马来西亚政府机构，隶属于农业及食品工业部。此机构成立于1965年9月30日，主要角色为开拓农产品市场、提高销售量、改善农产品销售机制、介入其销售活动等。现任总监为拿督再纳阿比丁。